# Jordi Moret i Marguí
Jordi Moret i Marguí (Olot, 1919 - Olot, 3 de febrer del 2010) fou un metge garrotxí, creador d'una fundació per guardar memòries i llegats. Va continuar la tradició familiar i va exercir com a metge, una professió que també havia dut a terme el seu avi i pare.

## Biografia
Fill del metge olotí Ramon Moret i Estartús i d'Antònia Marguí i Francí. Va estudiar a l'Escola Pia i passà a Figueres a fer el batxillerat. Va participar en la Guerra Civil, primer com a sanitari i després com a radiotelegrafista i escolta de l'exèrcit de l'Ebre. Va poder-se escapar de la guerra amb un fals salconduit que li va permetre tornar a casa. La seva experiència i coneixement de la muntanya va facilitar-li el camí de tornada fins a la seva ciutat natal.
Va treure's la carrera de medicina en dues etapes, primer a Barcelona, any 1940, i després a Salamanca, on va fer amistat amb el degà de la facultat de ciències, un garrotxí de la Vall de Bianya, Carles Nogareda. Les pràctiques les va realitzar a Madrid, a les ordres de Gregorio Marañón. En tornar a la Garrotxa va haver de guanyar-se la vida fent anàlisis a la farmàcia de can Cardelús d'Olot abans d'exercir de metge. Va posar la consulta a la baixada de Sant Tomàs, des d'on atenia també pacients de pobles i cases de pagès de la comarca, sovint desplaçant-se a cavall d'un matxo. El 1986 va presidir la Junta Comarcal de Metges de la Garrotxa. Fou president de la mutualitat Mèdica d'Olot. El 1990 va entrar com a secretari del Col·legi de Metges de la província de Girona i l'any 1995 fou escollit membre de la comissió deontològica del Col·legi.
Medicina al marge, va publicar la biografia d'un il·lustre avantpassat seu per part de la seva àvia, el general Estartús, una monografia anomenada: Estartús, un general de la Garrotxa, vida i costums (1992). L'any 1998 va crear l'associació d'Arxius Personals i dels Avantpassats i nou anys més tard la fundació privada Moret i Marguí 'memòries i llegats', amb el suport de professionals del món acadèmic, científics, arxivers, professionals de mitjans de comunicació i polítics, la fundació que porta el seu nom està treballant en el projecte de remodelació del que serà la seva seu en un edifici a Sant Privat d'en Bas (Garrotxa).L'any 2009 va signar un acord de col·laboració amb l'Associació Catalana de la Premsa Gratuïta (ACPG) per promoure el projecte “Memòries i llegats dels Periodistes” que consisteix en la donació de memòries i llegats personals amb l'objectiu de catalogar-los i conservar-los per a generacions futures.
Va ser membre de la colla gastronòmica de l'Orfeó Popular Olotí i també es feu membre dels Amics de les Lletres Garrotxines.